# Сражения при Лексингтоне и Конкорде
Сражения при Лексингтоне и Конкорде (англ. Battles of Lexington and Concord) — первые вооружённые столкновения в ходе Войны за независимость США. Они произошли 19 апреля 1775 года в округе Мидлсекс Массачусетса, в городах Лексингтон, Конкорд, Линкольн, Менотоми (ныне Арлингтон) и Кембридж, недалеко от Бостона. Этими столкновениями начались военные действия между Великобританией и тринадцатью её колониями в континентальной Британской Северной Америке.
В 1774 году лидеры американских колонистов отказались выполнять Массачусетский акт колониального правительства, изданный после событий Бостонского чаепития. Они сформировали «временное правительство», известное как Массачусетский Конгресс, и призвали ополчение готовиться к возможному конфликту. В ответ в феврале 1775 года британское правительство объявило Массачусетс мятежной колонией. Отряд в 700 пехотинцев получил приказ скрытно выдвинуться к городку Конкорд и уничтожить запасы оружия, которые находились там по донесениям шпионов. Колонисты узнали об этой экспедиции и успели заранее вывезти и спрятать всё оружие. Утром 19 апреля британский отряд вошёл в город Лексингтон, и в завязавшейся перестрелке погибло восемь колонистов. Британцы вошли в Конкорд и приступили к поиску оружия. Около Северного моста Конкорда примерно 400 колонистов вступили в перестрелку с отрядом в 100 регуляров, что привело к жертвам с обеих сторон. Отряд отступил в Конкорд, соединился с остальными силами, и около полудня британцы начали марш к Бостону. Колонисты стреляли по ним со всех сторон, и отряд едва дошёл до Лексингтона, где встретил пришедшую им на помощь бригаду лорда Перси. Объединённый отряд начал под огнём отступать к Бостону и сумел дойти до Чарльзтона. Вслед за этим ополченцы перекрыли подступы к Чарльзтону и Бостону, и началась осада Бостона.
Ральф Уолдо Эмерсон в своём «Конкордском гимне» описал первые выстрелы патриотов на Северном мосту как «выстрелы, услышанные во всём мире».

## Предыстория
В декабре 1773 года в Бостоне прошла акция против налоговой политики британского правительства, известная как «Бостонское чаепитие». Британский парламент отреагировал на это рядом карательных мер против колонии Массачусетс-Бэй, известных в колониях как «Невыносимые законы». Некоторые из этих мер предлагались в своё время генералом Томасом Гейджем. Губернатор колонии Томас Хатчинсон тогда был старым и непопулярным политиком, а столь же непопулярный вице-губернатор Эндрю Оливер был болен и умер в марте 1774 года, поэтому кандидатура генерала Гейджа, популярного в Англии и колониях, показалась наиболее подходящей для должности нового губернатора. Ему было поручено обеспечить соблюдение парламентских актов в Массачусетсе.
В начале 1774 года Гейдж был назначен губернатором Массачусетса; он прибыл из Великобритании 13 мая 1774 года. Бостонцы были рады отставке Хатчинсона и тепло встретили Гейджа. Но отношение к нему ухудшилось, когда он начал осуществлять парламентские акты, в том числе закон о Бостонском порте, в результате которого многие докеры потеряли работу, и закон, отменивший право провинциального собрания на назначение членов губернаторского совета. Гейдж распустил собрание в июне 1774 года, после того как обнаружил, что представители Массачусетса отправляют делегатов на Континентальный конгресс. Он призвал к проведению новых выборов, но представители отказались встретиться с вновь назначенным губернаторским советом. Он попытался подкупить политических лидеров Массачусетса, в частности Бенджамина Чёрча и Сэмюэла Адамса. С Чёрчем он добился успеха, но Адамс и другие лидеры мятежников отказались от подкупа.
Колонисты создавали вооружённые формирования с XVII века, сперва для защиты от нападений индейцев, затем эти силы участвовали во франко-индейской войне в 1750-х — 1760-х годах. В основном это были местные ополченцы, находившиеся под номинальной юрисдикцией провинциального правительства. Когда политическая обстановка начала накаляться, особенно после роспуска Гейджем провинциального правительства согласно Массачусетскому правительственному акту, эти отряды были использованы Массачусетским провинциальным конгрессом для сопротивления военной угрозе со стороны Великобритании.

### Действия британского правительства
Ещё в сентябре 1774 года колонистам удалось выкрасть в Бостоне четыре бронзовых орудия и тайно вывести их с полуострова на континент. В феврале 1775 года британские шпионы донесли, что эти четыре орудия спрятаны в Конкорде на ферме Барретта. Было сообщено, что в городе спрятаны также 10 железных орудий. 14 апреля 1775 года Гейдж получил инструкции от государственного секретаря Уильяма Легга, согласно которым должен был конфисковать спрятанное оружие мятежников, а также арестовать их главарей, особенно Сэмюеля Адамса и Джона Хэнкока. Для выполнения этого наместник получил свободу в возможных средствах.
Утром 18 апреля губернатор приказал патрулю из 20 человек под командованием майора Митчелла из 5-го пехотного полка направиться в окрестности для перехвата возможных конных гонцов. В отличие от своих предшественников, отряд продолжал действовать и ночью, активно расспрашивая путешественников о местонахождении Адамса и Хэнкока. Это сыграло против англичан, поскольку информация от напуганных местных жителей ускорила мобилизацию американской милиции. Лексингтонские ополченцы начали собираться уже вечером, за несколько часов до получения послания из Бостона. Хорошо известен случай, когда после наступления темноты фермер Джозайя Нельсон спутал патруль с колонистами, и после своего вопроса «Вы знаете, когда придут регулярные войска?» получил удар палашом по голове, возможно, от самого майора Митчелла. История целый век не публиковалась, так как считалась не более чем семейным мифом. В последующих публикациях этот случай стал упоминаться как «первое кровопролитие американской революции».
Около 700 солдат британской армии, находившихся под командованием подполковника Фрэнсиса Смита, получили секретный приказ захватить и уничтожить военное снаряжение, которое, как сообщалось, было спрятано ополченцами Массачусетса в Конкорде. Подполковник Фрэнсис Смит днём получил инструкции от губернатора, которые он не вскрывал, пока его войска находились в пути. Он покинул Бостон и направился к Конкорду, при этом офицер должен был заботиться о том, «чтобы солдаты не грабили местных жителей или наносили вред частной собственность». Гейдж на своё усмотрение решил не выписывать ордеров на арест лидеров повстанцев, ибо боялся спровоцировать восстание.
Отряд Смита был собран из подразделений 11 пехотных полков. Из них 350 человек были гренадёрскими ротами 4-го, 5-го, 10-го, 18-го, 23-го, 38-го, 43-го, 47-го, 52-го и 59-го пехотных полков под командованием полковника Бенджамина Бернарда, к которым присоединили 1-й батальон королевских морских пехотинцев. Им был придан отряд в 320 человек лёгкой пехоты, набранный из подразделений тех же полков. Большинство капитанов рот были добровольцами, приставленными к ротам в последний момент. Роты плохо знали своих офицеров, что и сказалось потом на ходе сражений.

### Действия колонистов
К 8 апреля руководство повстанцев, за исключением Пола Ревира и Джозефа Уоррена, уже покинуло Бостон. От источников в Лондоне им уже было известно содержание послания графа Дартмута, ещё не полученного Гейджем. Адамс и Хэнкок нашли убежище в Лексингтоне, где надеялись избежать возможного ареста британскими властями.
Колонисты знали о назначенной на 19 апреля экспедиции, в отличие от британских солдат и офицеров. Есть недоказанная версия, согласно которой их информатором выступила жена губернатора, Маргарет Гейдж, которая родилась в Нью-Джерси и сочувствовала делу патриотов, а также дружила с Уорреном. Между 21 и 22 часами в ночь на 18 апреля 1775 года Джозеф Уоррен сообщил Уильяму Доувсу и Полу Ревиру о том, что британцы готовятся отплыть из Бостона по направлению к Кембриджу и дороге на Лексингтон и Конкорд. Он предположил, что целью этой экспедиции является захват Адамса и Хэнкока, не знавших о возможной угрозе. Ревир и Доувс отправились предупредить упомянутых соратников и колониальное ополчение в ближайших городах.
Доувс выбрал южную дорогу, верхом проехал через Бостонский перешеек и через Большой мост на Лексингтон. Ревир сначала распорядился, чтобы был послан световой сигнал с колокольни бостонской Северной Церкви. Затем он на лодке пересёк устье реки Чарльз, проскользнул мимо британского корабля HMS Somerset, высадился в Чарльстоне и отправился в Лексингтон, поднимая тревогу в каждом доме на пути. В полночь он прибыл в Лексингтон, где нашёл Адамса и Хэнкока в доме Хэнкока. Дом охраняли 8 ополченцев под командованием сержанта Уильяма Манро, который попросил Ревира не шуметь, потому что все уже спят. «Шуметь? — воскликнул Ревир, — скоро тут будет достаточно шума. Регуляры идут!».
Ревир, Адамс и Хэнкок обсудили ситуацию с ополченцами. Они решили, что британский отряд, выделенный для экспедиции, больше, чем нужно для ареста двух человек, и поэтому его целью, вероятно, является Конкорд. Лексингтонцы отправили гонцов в прилегающие города, а Ревир и Доувс отправились в Конкорд вместе с конкордцем по фамилии Прескотт (не Уильям Прескотт). В Линкольне они наткнулись на британский патруль под командованием майора Митчелла. Ревир был арестован, Доувс был сброшен с седла, но сумел уйти, но Прескотт сумел проскочить и пробраться в Конкорд.
«Рейд Ревира» (а также Доувса и Прескотта) запустил систему предупреждения, которая была тщательно разработана за несколько месяцев до этих событий, ещё после «Порохового инцидента». Эта система была улучшенной версией более ранней системы, существовавшей в колонии для экстренных случаев. Колонисты время от времени использовали её во время конфликтов с индейцами, но забросили после войны с французами и индейцами. Были использованы гонцы, колокольный звон, барабаны, сигнальные выстрелы, сигнальные огни, и в результате известие о приближении пятисот британцев стремительно распространилось по селениям восточного Массачусетса. Система действовала так эффективно, что селения в 40 километрах от Бостона были в курсе о выдвижении англичан, когда они только выгружались из лодок в Кэмбридже. Эта система позволила колонистам быстро собрать необходимое число ополченцев, и именно благодаря ей они в тот день сумели победить британский отряд.

## Сражение
Британцы разбудили своих людей 18 апреля в 21:00, и к 22:00 построили их на краю Бостонского поля. Полковник Смит опаздывал, поэтому некому было организовать погрузку в лодки, и это породило неразбериху в самом начале операции. Лодки были загружены так плотно, что в них нельзя было даже сидеть. Около полуночи отряд выгрузился на сушу у Фиппс-Фарм, известный также как Лечмер-Пойнт (примерно напротив здания суда на Секонд-Стрит в Восточном Кембридже, где сейчас площадь Лечмер-Сквер). Смит начал свой марш на Конкорд, до которого ему надо было пройти 27 километров. На старте войска снабдили дополнительными боеприпасами, солониной и сухарями. Лагеря не предполагалось, поэтому у солдат не было ранцев, а только лёгкие сумки.
Отряд Смита начал марш через болотистые низины реки Уиллис-Крик и перешёл реку вброд недалеко от моста Балларда. Смит решил, что марш через мост привлечёт слишком много внимания. Около 02:00 англичане вошли в Сомервилл, миновали таверну Пайпера (на современной Юнион-Сквер), свернули к Кэмбриджу и вышли на дорогу к Лексингтону, известную как Массачусетс-Авеню. Перейдя реку Менотони, отряд в 03:00 вышел к таверне «Чёрная лошадь», где за день до этого собирались члены колониального Комитета Спасения и Комитета Снабжения. Смиту было это известно, поэтому он приказал окружить и обыскать здание. В доме в этот момент находились полковник Эзор Орн, Элбридж Герри и полковник Чарльз Ли, но они сумели спрятаться.
Когда отряд проходил Менотоми (современный Арлингтон), стал слышен колокольный звон и сигналы тревоги, и стало понятно, что элемент внезапности упущен. В 03:00 Смит отправил шесть рот лёгкой пехоты под командованием майора Питкерна вперёд, чтобы тот успел захватить два моста у Конкорда. В 04:00 он решил отправить гонца в Бостон с просьбой подкреплений. По версии Фрэнка Коберна, он сначала отправил Питкерна, а только потом услышал сигналы тревоги и послал за подмогой.
По мере движения британцы арестовывали колонистов, которые казались им подозрительными. Так, были задержаны Асахель Портер и Йосия Ричардсон из Уоберна, которые утверждали, что едут в Бостон на рынок. Обоих арестовали и велели следовать за колонной, а их лошади были конфискованы. Также был арестован лексингтонец Саймон Уиншип. В двух милях от Лексингтона был арестован Бенджамин Веллинтон, ополченец из лексингтонской роты Паркера, который был вооружён и следовал от своего дома в Лексингтон для присоединения к роте. Считается, что он стал первым вооружённым колонистом, захваченным в плен британской армией в ту войну. У него конфисковали ружьё и разрешили вернуться домой. Веллингтон повернул к дому, но затем скрытно отправился на запад и успел прибыть в Лексингтон раньше англичан.

### Лексингтон
Тревога в Лексингтоне была поднята Ревиром в час ночи, и 130 ополченцев под командованием Джона Паркера собрались на лексингтонском общинном поле. Они отправили несколько гонцов в Кэмбридж, но все они были перехвачены британскими патрулями. Не дождавшись известий, ополченцы разошлись по домам и тавернам, договорившись собраться снова, если потребуется. 19 апреля 1775 года примерно в 04:30 британский авангард Питкерна подошёл к Лексингтону. Они были в километре от Лексингтона, когда к Паркеру прибыл гонец Тадеуш Боуман с известием, что англичане уже совсем близко. Паркер приказал барабанщику Уильяму Даймонду бить в барабан и дал выстрелом сигнал тревоги, а сержант Уильям Монро построил свою роту ополченцев в одну линию у таверны Бакмана. Он насчитал 38 человек, но вскоре подошли ещё вооружённые люди, и он построил их во второй линии. Всего их стало 60 или 70 человек. Из них 9 носили фамилию Харрингтон, 7 — Монро, 4 — Паркер, 3 — Тидд, 3 — Локк и 3 — Рид. Примерно четвёртая их часть приходилась роднёй Паркеру. Паркер приказал не вступать в бой, если британцы не начнут первыми.
Паркер уже знал, что боеприпасы вывезены из Конкорда и спрятаны, и начинать войну не имеет смысла. Он знал, что британцы и ранее совершали подобные экспедиции, ничего не находили и возвращались в Бостон. Поэтому Паркер поставил свой отряд не за стенами, а на ровном поле в парадном построении. Он не блокировал дорогу британцам, а скорее старался продемонстрировать боевую готовность. Вместе с тем он обещал застрелить первого же, кто побежит.
По версии Аллена Френча, Паркер собрал отряд только для того, чтобы решить, что делать, договориться о следующем сборе и разойтись, но британская пехота появилась тогда, когда они ещё стояли на поле.

Я… приказал нашим ополченцам собраться на поле в Лексингтоне и решить что делать, и мы решили не показываться и ничего не предпринимать против регулярных частей, если они появятся, если они первые не оскорбят или не потревожат нас; и когда они внезапно появились, я сразу приказал нашим ополченцам разойтись и не стрелять. И сразу же регуляры яростно бросились на нас, стали стрелять и убили 8 наших без всякой провокации с нашей стороны.
Оригинальный текст (англ.)– I ... ordered our Militia to meet on the Common in said Lexington to consult what to do, and concluded not to be discovered, nor meddle or make with said Regular Troops (if they should approach) unless they should insult or molest us; and, upon their sudden Approach, I immediately ordered our Militia to disperse, and not to fire:—Immediately said Troops made their appearance and rushed furiously, fired upon, and killed eight of our Party without receiving any Provocation therefor from us.
— 
Когда британская лёгкая пехота подошла к лексингтонскому полю, лейтенант морских пехотинцев Джессе Эдейр решил прикрыть фланг колонны, вывел роты влево на поле и решил разоружить ополченцев. Майор Питкерн прибыл с последними тремя ротами и развернул их левее. Британский офицер, возможно Питкерн или лейтенант Уильям Сутерланд, выехал вперёд и приказал ополченцам разойтись. Возможно, он даже сказал: «Сложите оружие, чёртовы мятежники!». Паркер сказал своим людям разойтись, но из-за неразберихи, криков и слабого голоса больного Паркера (он был болен туберкулёзом) этот приказ не всеми был услышан. Питкерн, по его словам, также не хотел начинать стрельбы и пытался её остановить, когда она началась. Он сам не видел, кто выстрелил первым, но предполагал, что это были ополченцы. Гейдж также написал в отчёте, что колонисты открыли огонь первыми. Аллан Френч по этому поводу заметил, что на поле стояло всего 50 или 70 колонистов, поэтому маловероятно, что они открыли огонь по значительно превосходящим их численно англичанам.
«В 5 часов мы пришли в Лексингтон, — вспоминал лейтенант 4-го пехотного, Джон Бейкер, — и увидели людей, думается, 200 или 300, построенных на поле в центре городка; мы продолжили марш, готовые к нападению, но без намерения нападать на них; но когда мы подошли, они выстрелили два раза, из-за чего наши люди без всякого приказа бросились на них, выстрелили и обратили их в бегство; некоторые из них были убиты, мы не знаем, сколько именно, потому что они были в лесу и за изгородями. Один наш из 10-го пехотного был ранен, но больше никто не пострадал. Тогда мы построились на поле, и не без труда, потому что люди были разгорячены и не слышали приказов; потом мы там подождали некоторое время, а затем отправились к Конкорду».
Некоторые свидетели утверждали, что первый выстрел сделал колонист-наблюдатель из-за живой изгороди или из-за угла таверны, другие — что первый выстрел сделал верховой британский офицер. Обе стороны сходятся во мнении, что этот выстрел сделал кто-то со стороны, а не те, кто был построен на поле. Впоследствии возник слух, что некто по имени Соломон Браун выстрелил из таверны или из-за изгороди, но это считается вымыслом. Согласно другой теории, первым выстрелом британцы убили Асахеля Портера, своего пленного, который был отпущен в Лексингтоне, но запаниковал, бросился бежать и был застрелен по ошибке. По версии Коберна, Портер был убит уже после начала стрельбы на общинном поле. Историк Дэвид Фишер предположил, что было сделано несколько одновременных выстрелов. Историк Марк Урбан утверждает, что британцы пошли вперёд со штыками наперевес из-за недисциплинированности, чем спровоцировали выстрелы со стороны ополченцев.
После первых выстрелов регуляры атаковали ополченцев штыками. Всего было убито 8 и ранено 10 лексингтонцев. Британцы потеряли одного человека раненым. Убитыми лексингтонцами были: Джон Браун, Самуэль Хадли, Калеб Харрингтон, Джонатан Харрингтон, Роберт Монро, Исаак Маззи, Асахель Портер и Йонас Паркер, племянник капитана Паркера. Одним из раненых был Принц Эстабрук, чернокожий раб, служивший в ополчении. Роты Питкерна вышли из-под контроля офицеров в основном потому, что не знали цели своего похода. Они стреляли в различных направлениях и были готовы вломиться в частные дома. Полковник Смит приближался с основной колонной и поспешил вперёд, чтобы разобраться в происходящем. Он нашёл барабанщика и приказал ему дать команду на общий сбор. Когда подошли гренадеры, лёгкой пехоте разрешили дать залп в честь победы, после чего колонна построилась и продолжила марш на Конкорд. Именно в этот момент взошло солнце.

### Конкорд
Ополченцы Конкорда и Лексингтона с ночи собирались в Конкорде. Утром до них дошли известия о перестрелке в Лексингтоне, но никто из них не знал как поступить: стоит ли ждать прибытия помощи из окрестных поселений, или надо оборонять город, или же стоит переместиться восточнее на более выгодную позицию. Один отряд ополченцев отправился на восток, прошёл 2 километра в сторону Лексингтона, где увидел британскую колонну. Так как в отряде было всего около 250 человек, то отряд не стал принимать бой, а вернулся в Конкорд. Британцы шли за отрядом метрах в 500. Офицеры колонистов посовещались и решили действовать осторожно. Полковник Джеймс Барретт вывел своих людей из города за реку через Северный мост и разместил их на холме Панкатассет в полутора километрах от города. Оттуда они могли наблюдать за всеми манёврами англичан. Со временем начали прибывать отряды из соседних городков и присоединяться к отряду Баретта.
Когда англичане вошли в Конкорд, подполковник Смит разделил свои силы, чтобы выполнить приказы Гейджа. Гренадерская рота 10-го пехотного полка (капитан Манди Пол) взяла под охрану Южный мост, а семь рот лёгкой пехоты (капитан Парсонс), около 100 человек, заняли Северный мост. Парсонс взял 4 роты (5-го, 23-го, 38-го и 52-го полков) и с ними прошёл 2 километра за мост чтобы обыскать ферму Барретта, где, по данным разведки, хранились боеприпасы. Две роты (4-го и 10-го полков) прикрывали их путь отступления, а рота 43-го полка осталась охранять мост. Ротами у моста командовал малоопытный капитан Вальтер Лоури, который заметил, что сильно уступает в численности отряду ополченцев (которых было около 400 человек), и запросил у Смита подкреплений.
Между тем гренадеры обыскали Конкорд. Когда они пришли к таверне Эфраима Джонса на Саус-Бридж-Роуд, то Джонс запер дверь и отказался открывать. Англичане знали от шпионов, что на территории таверны закопана пушка, и потребовали у Джонса показать место. В итоге они нашли три 24-фунтовых осадных орудия и сломали им цапфы так, чтобы их невозможно было использовать. В городе были также найдены и сожжены заряды для орудий, было уничтожено некоторое количество солонины и муки, но единственным серьёзным ущербом для колонистов была утрата орудий. За время обыска англичане не нарушали порядок и оплачивали всё, что было выпито и съедено. На ферме Баррета также ничего не было найдено: она была арсеналом некоторое время назад, но всё ценное было заранее вывезено и спрятано.

### Перестрелка у Северного моста
Отряд полковника Барретта стоял на холме Панкатассет и заметил дым в городе. В поле зрения было только небольшое подразделение лёгкой пехоты, поэтому Барретт решил подойти поближе к городу, на небольшой холм в 275 метрах от Северного моста. Ополчение начало выдвижение, а британские роты отступили за мост. У Барретта было 5 полных рот минитменов и ещё 5 рот ополчения из Актона, Конкорда, Бедфорда и Линкольна, всего около 400 человек. Английский отряд капитана Лоури у моста насчитывал 90 или 95 человек. Барретт построил своих людей на дороге и стал совещаться с офицерами. Капитан Исаак Дэвис из Актона только что присоединился к Барретту со своим отрядом и сказал, что не боится вступить в бой с англичанами, и при нём нет таких, кто бы боялся. Тогда Барретт приказал зарядить мушкеты, но не стрелять первыми, и начал марш к мосту. Лоури приказал своим отступить за мост. Кто-то из офицеров попытался разобрать настил моста, чтобы помешать колонистам воспользоваться мостом, но майор Баттрик из авангарда колонистов крикнул, чтобы он прекратил повреждать мост. Колонисты приближались колонной: впереди шли майор Баттрик, подполковник Робинсон и капитан Дэвис.
Капитан Лоури к тому моменту так и не дождался подкреплений, поэтому он приказал своему отряду построиться для городского боя: в колонну, перпендикулярно реке. Такое построение позволяло давать мощный залп вдоль узкой городской улицы, но не было эффективно на открытой местности. Лейтенант Сутерланд, который стоял в хвосте колонны, заметил ошибку Лоури и приказал выдвинуть роты на фланги, но так как его почти не знали в отряде, то только трое солдат подчинились его приказу. Остальные выполняли приказы Лоури. И в этот момент прозвучал выстрел. Предположительно, выстрелил рядовой 43-го пехотного, у которого от усталости сдали нервы (так сообщил Лоури в рапорте начальству). Затем регуляры сделали ещё два выстрела, после чего весь отряд решил, что был дан приказ открыть огонь, и дал залп прежде, чем Лоури смог их остановить.
Этим залпом были убиты два человека в голове колонны колонистов: рядовой Эбнер Хосмер и капитан Исаак Дэвис, оба из минитменов Актона. «Американцы шли колонной по двое, — вспоминал потом пастор Рипли, — и когда они были в десяти или пятнадцати футах от моста, британский солдат выстрелил из ружья, и пуля прошла под рукой полковника Робинсона и легко ранила в бок Лютера Бланчарда, флейтиста актонской роты».
Кроме двух убитых, было ранено ещё четыре человека. Майор Баттрик крикнул: «Стреляйте, ради всего святого, солдаты, стреляйте!». В этот момент между враждебными отрядами было всего около 50 метров расстояния. Узкая дорога не позволяла ополченцам построиться в боевую линию, и они стреляли беспорядочно, через головы друг друга. Первым залпом были ранены 4 англичанина в первой линии. Ещё три рядовых (Томас Смит, Патрик Грей и Джеймс Холл из 4-го пехотного) были убиты или смертельно ранены. В 1824 году пастор и минитмен, Джозеф Такстер, вспоминал: «Я был свидетелем тех событий. Люди из Вестфорда и Актора и некоторые из Конкорда стали первыми, кто встретился с британцами у Конкордского моста. Британцы поставили примерно 90 человек для охраны Северного моста; мы тогда не знали, что кто-то был убит в Лексингтоне, но мы видели, что они разоряют что-то в Конкорде; было решено идти к мосту, и полковник Робинсон из Вестфорда с майором Баттриком шли впереди; был отдан строгий приказ не стрелять, если британцы не выстрелят первыми; и когда они прошли полпути, британец выстрелил из ружья, потом второй, третий, а потом весь отряд; они убили полковника Дэвиса из Актона и майора Хосмера. Наши стали стрелять через головы, будучи построены длинной колонной по двое; они убили двух и ранили 11. Лейтенант Хоукстон, поговаривали, отличался красотой во всей британской армии, и его щёки были так изуродованы, что сильно его обезобразили, о чём он очень жалел. После этого британцы бежали, собрались на холме севернее Конкорда, привели в порядок раненых и начали свой отход».
Регуляры оказались в невыгодном положении во всех смыслах: без эффективного руководства, под огнём превосходящих сил противника, они пали духом, тем более, что по всей вероятности не имели прежде боевого опыта. Они бросили раненых и отступили назад, навстречу гренадерским ротам, которые подходили из центра города. Тем самым капитан Парсонс у фермы Барретта оказался отрезан от Конкорда.
Колонисты сами были потрясены исходом перестрелки. Никто не предполагал, что дело реально дойдёт до стрельбы и убийства. Некоторые пошли в город, но многие вернулись домой убедиться в безопасности своих семей. Полковник Барретт попытался навести порядок в отряде; он вернул несколько рот на холм у моста, а майора Баттрика отправил за мост на оборонительную позицию за каменной стеной.
Подполковник Смит находился в центре города, здесь он получил запрос подкреплений от Лоури, а затем услышал выстрелы. Он собрал две гренадерские роты и отправился с ними к мосту. На марше они встретили три беспорядочно отступающие роты лёгкой пехоты. Смит начал беспокоиться о судьбе четырёх рот у фермы Барретта, которым теперь был отрезан путь отхода. Увидев минитменов на боевой позиции за каменной стеной, он остановил свои роты и выехал вперёд с офицерами на рекогносцировку. «Если бы мы выстрелили, — вспоминал потом один из минитменов, — то наверняка убили бы всех офицеров в первой линии, но у нас не было приказов на стрельбу, так что никто не выстрелил».
В этот момент отряд, посланный к ферме Барретта, возвращался назад. Они беспрепятственно прошли место перестрелки и увидели убитых и раненых у моста. Один раненый выглядел так, как будто был оскальпирован, что потрясло британцев. Они перешли мост и в 11:30 вернулись в город. Колонисты следили за ними. Британцы продолжили искать военное имущество, а затем, около полудня, построились и покинули Конкорд. Эта задержка дала колонистам дополнительно время на концентрацию своих сил.

## Отступление британцев
Смит начал марш на Бостон в полдень, при этом он отправил отряд стрелков на прикрытие фланга колонны. Около 1000 колонистов в это время находились в полях вокруг англичан. Пройдя 2 километра от Конкорда, они оказались на перекрёстке Мериамс-Корнер, где дорога по мосту пересекала небольшую речку. Англичанам пришлось отозвать стрелков с фланга и построиться в колонну по трое, чтобы пройти мост. Колонисты держались за дистанцией залпа, но, когда британцы перешли мост, они приблизились на расстояние выстрела и открыли беспорядочную стрельбу. Британский арьергард развернулся и дал залп. В перестрелке британцы потеряли двух человек убитыми и, вероятно, шестерых ранеными. Колонисты потерь не понесли. Смит снова вывел стрелков на фланги.
Ещё через 1,6 километров британцы вышли к высоте Брукс-Хилл, где собралось ещё почти 500 ополченцев. Они заняли эту высоту к югу от дороги и были готовы открыть огонь по противнику, когда он пройдёт мимо. Авангард Смита атаковал холм и отбросил колонистов, понеся при этом некоторые потери. Двигаясь дальше, колонна вышла к тому месту, где дорога круто поворачивала на север. Здесь стояла рота ополчения из Уоберна, которая заняла позицию к югу от дороги на поле среди валунов. Ещё один отряд встал севернее дороги, в то время как остальные подразделения стояли неподалёку. Через 500 метров после поворота дорога снова круто поворачивала направо, и здесь британцы снова оказались под перекрёстным огнём. Во время прохода этих двух поворотов британцы потеряли 30 человек убитыми и ранеными. Колонисты потеряли 4 человека убитыми: капитана Джонатана Уильсона из Бедфорда, капитана Натана Уимана из Биллерики, лейтенанта Джона Бэкона из Натика и Даниеля Томпсона из Уоберна. Британцам пришлось отступать бегом; колонисты не могли двигаться такой скоростью через заболоченный лес.
Двойной поворот дороги впоследствии получил название «Кровавый угол» (Bloody Angle). Историк Дэвид Фишер отмечает, что это название появилось только после Гражданской войны, но используется по ошибке многими историками как реально существовавший в 1775 году топоним, а служба национальных парков способствовала распространению этой ошибки. Нет ни единого случая употребления этого термина участниками событий или же историками до середины XX века.
Отряды ополченцев постепенно увеличивались, и скоро их было уже почти 2000 человек. Дорога теперь шла на восток, через поля и сады. Смит снова выслал стрелков на фланги, и им удалось уничтожить несколько мелких отрядов ополченцев, но и самим понести потери. Британцы к этому времени уже сильно устали и у них заканчивались боеприпасы. Когда они вышли к границе между Линкольном и Лексингтоном, то столкнулись с засадой на холме около дороги. Это было лексингтонское ополчение Джона Паркера. Некоторые ополченцы были участниками перестрелки в Лексингтоне тем утром. В перестрелке с лексингтонцами подполковник Смит был ранен в бедро и сброшен с лошади. Майор Питкерн принял командование, выслал лёгкую пехоту на холм и выбил оттуда ополченцев.
Следуя дальше, лёгкая пехота зачистила ещё два холма на пути следования колонны — «The Bluff» и «Fiske Hill» — и понесла ещё некоторые потери. Один из выстрелов попал в лошадь Питкерна, он был сброшен с седла и повредил руку. Теперь оба командира отряда были ранены, а рядовые страдали от усталости и жажды, и у них почти не осталось пороха. Несколько человек сдались или были захвачены в плен. Некоторые бросили строй и бежали к Лексингтону. Один офицер потом вспоминал: «мы уже скорее бежали, чем отступали в порядке… Мы пытались остановить наших и построить их, но не смогли, и беспорядок скорее рос, чем сокращался…». Когда англичане подходили к Лексингтону, в передовых ротах остался только один боеспособный офицер — лейтенант Джон Бэйкер. «Всего у нескольких остались боеприпасы, — вспоминал он, — и мы были так измотаны, что не могли высылать фланговое заграждение, так что нам оставалось или сложить оружие или быть перестрелянными мятежниками, которых мы уже не могли отогнать». И в этот критический момент Бэйкер услышал радостные крики: навстречу им шла целая пехотная бригада под командованием лорда Перси, герцога Нортумберлендского. Было 14:30, и к этому моменту отряд Смита был на ногах около 12 часов, начиная с 02:00.
Впоследствии в своих воспоминаниях офицеры и рядовые говорили о том, что были сильно раздосадованы тем фактом, что пехота колонистов вела огонь из-за леса и каменных оград и не выходила в поле в линейном построении. В итоге образ американского ополченца, который сражается в одиночку без командира, постепенно превратился в популярный миф. Между тем, начиная с перестрелки у Северного моста, ополченцы сражались хорошо организованными ротами, даже если эти роты иногда рассыпались для обеспечения укрытия. «Всё время боя мятежники атаковали нас россыпью, в нерегулярном стиле, — вспоминал лорд Перси, — но настойчиво и решительно, не строясь в регулярные формации. Они хорошо знали, как лучше поступать, и действовали именно так. Сильно ошибался бы всякий, кто видел бы в них беспорядочную толпу. Среди них были люди, которые сражались рейнджерами с индейцами и канадцами и хорошо знали своё дело. Эта страна очень лесиста и холмиста и весьма удобна для их манеры воевать».

### Экспедиция Перси
Генерал Гейдж с самого начала допускал, что отряду Смита может потребоваться помощь, поэтому написал приказ дополнительным частям собраться в Бостоне в 04:00. Но из-за привычки к секретности он послал только одну копию адъютанту 1-й бригады, слуга которого положил его в конверте на стол командиру. В 04:00 сам Смит осознал, что нужны подкрепления, и послал гонца в Бостон. Гонец прибыл в город в 05:00, и 1-я бригада получила приказ собираться. Для экспедиции были выбраны роты 4-го, 23-го и 47-го полков и батальон королевских морских пехотинцев под командованием лорда Перси. И снова случились накладки: командиры подразделений получили только по одной копии приказа, а приказ морским пехотинцам лёг на стол майора Питкерна, который был уже в Лексингтоне. В итоге из-за всех этих задержек бригада Перси покинула Бостон только в 08:45. Впоследствии говорили, что они шли под звуки марша «Янки-дудл», чтобы подразнить американцев.
Перси выбрал сухопутный путь и проследовал через Бостонский перешеек и затем перешёл реку Чарльз по Большому мосту, который колонисты успели частично разобрать, чтобы задержать британцев. Но они не унесли доски настила, а просто бросили их неподалёку, так что британцы быстро восстановили мост. За мостом его люди встретили учителя Гарвардского колледжа и спросили его, какая дорога ведёт в Лексингтон. Тот, не думая, показал им дорогу, хотя явно понимал все последствия. Впоследствии он был изгнан из страны за содействие врагу. Перси пришёл в Лексингтон в 14:00. Услышав впереди стрельбу, он занял господствующую высоту у города (в километре от лексингтонского дома собраний) и развернул там пехоту в боевую линию, выведя на позицию оба орудия. Отряд Смита показался в виде беспорядочной толпы, которую преследовали колонисты. Перси приказал открыть артиллерийский огонь, который быстро рассеял ополченцев. Люди Смита добрались до безопасного места, где буквально упали на землю от истощения сил.
Вопреки советам своих артиллеристов, Перси покинул Бостон без запаса боеприпасов для мушкетов и орудий. Он решил, что повозки замедлят его марш. В его отряде каждый рядовой имел 36 выстрелов на ствол, а орудия имели всего по нескольку выстрелов. Уже после ухода Перси генерал Гейдж послал вслед за ним две повозки с боеприпасами под охраной одного офицера и 13 солдат. Этот обоз был перехвачен небольшим отрядом ополченцев, который состоял из колонистов старшего возраста, не принявших участие в боях у Конкорда. При захвате повозок погибло два британских сержанта, а офицер был ранен. Остальные бежали, а шестеро впоследствии выбросили свои ружья в пруд и сдались.

### Отступление к Менотоми
Перси принял командование объединённым отрядом, который теперь насчитывал примерно 1700 человек, и позволил им отдохнуть, поесть и обеспечить уход раненым. Он временно разместил свой штаб в таверне Монро. В 15:30 его бригада начала марш к Бостону, построившись так, чтобы эффективнее прикрывать тыл и фланги. Колонисты несколько раз пытались окружить Перси, но он сумел быстро перебрасывать подразделения на наиболее важные участки. Отряд Смита шёл в центре колонны, а линейные роты 23-го пехотного полка сформировали сильный арьергард. Узнав от Смита о тактике противника, Перси распорядился, чтобы роты на передовой позиции сменялись и, таким образом, каждая имела бы время на отдых. По обе стороны дороги были выдвинуты отряды для прикрытия флангов, а морские пехотинцы шли в авангарде, расчищая дорогу.
Во время затишья в Лексингтоне к ополченцам прибыл бригадный генерал Уильям Хит и принял командование на поле боя. Утром того дня он встречался в Уотертауне с Джозефом Уорреном и другими членами Комитета Безопасности Массачусетса. Ввиду присутствия артиллерии Хит приказал избегать плотных формаций, который могут стать целью для орудий. Вместо этого было решено окружить колонну Перси кольцом стрелков. Отряду конных стрелков было приказано спешиваться перед британской колонной, давать залп, а потом отходить верхом. Пехотинцам было рекомендовано стрелять с длинной дистанции, поскольку британцы обычно использовали мушкеты только на дистанции эффективного огня (около 50 метров). Хит также разослал сообщения подходящим подразделениям ополчения, направляя их сразу на нужные участки бостонской дороги.
Когда колонна Перси перешла с земель Лексингтона на землю Менотоми, бой стал разгораться. Свежие подразделения колонистов обстреливали британцев с расстояния, а владельцы придорожных домов стреляли прямо из окон своих строений. Некоторые дома стали убежищем для снайперов. Джейсон Расселл уговорил своих друзей сражаться вместе с ним у его дома со словами: «Дом англичанина — его крепость!». Он так и был застрелен на пороге своего дома. Дом Расселла сохранился по сей день, и до сих пор в нём видны пулевые отверстия. Небольшой отряд колонистов, сидевший в засаде в саду у этого дома, был атакован британским отрядом, при этом погибло 11 человек.
Сражение принимало всё более жёсткие формы, и Перси начинал терять контроль над своими людьми. Он уже знал от Смита и Питкерна, что колонисты стараются вести огонь из-за изгородей, зарослей и строений, и приказал фланговым отрядам зачищать такого рода места. Офицерам в этих отрядах становилось всё труднее сдерживать озлобленных солдат, которые были готовы убивать всех подряд в такого рода местах. Так, два нетрезвых колониста были убиты в Менотони, поскольку показались причастными к сражению. Многие рассказы о разорённых и сожжённых домах появились потом для пропагандистских целей или ради получения компенсации от колониального правительства, но таверны на дороге были однозначно разграблены и всё спиртное в них похищено. В одной церковной общине было украдено серебро, которое потом было найдено в Бостоне. Как следствие такого ожесточения, самыми кровопролитными стали бои в Менотони и Кембридже. Колонисты потеряли здесь 25 человек убитыми и 9 ранеными, а британцы — 40 человек убитыми и 80 ранеными. Самые тяжёлые потери понёс 47-й пехотный полк и морские пехотинцы. Половина всех потерь того дня была ими понесена именно на этом отрезке пути.

### Отступление к Чарльзтону
Когда британцы перешли реку Менотони (сейчас Эльвайф-Брук) и вошли на землю Кембриджа, перестрелки стали интенсивнее: подошли новые отряды колонистов и вступили в бой в боевых линиях, так что около Уотсонс-Кроссроудс Перси ввёл в бой свои орудия. Колонисты полагали, что британцы идут к Большому мосту, который ещё утром был разобран по приказу Хита и где колонисты возвели баррикады, чтобы не дать британцам прорваться в Бостон. Но Перси внезапно повернул на боковую дорогу и по ней вышел на дорогу в Чарльстон. К этому моменту колонистов было уже около 4000, но они не ожидали такого манёвра, и британцам удалось вырваться из кольца окружения. Некоторые отряды колонистов попытались занять высоту Проспект-Хилл, с которой простреливалась дорога, но Перси отогнал их артиллерийским огнём, израсходовав при этом последние боеприпасы.
Опасность для Перси представляло прибывшее ополчение Салема и Марблхэда; оно могло перекрыть дорогу на Чарльстон, но по какой-то причине остановилось у Уинтер-Хилл и позволило Перси пройти. Некоторые потом обвиняли командира этого отряда, полковника Тимоти Пикеринга в том, что он сознательно дал британцам шанс уйти, чтобы предотвратить их уничтожение и не доводить дело до настоящей войны. Сам Пикеринг утверждал, что действовал по приказу Хита, но последний это отрицал. Уже темнело, когда колонна Перси вошла в Чарльстон и морские пехотинцы отбили последнюю атаку с тыла. Регуляры заняли сильную позицию на холмах Чарльстона. Некоторые из них к этому моменту не спали уже два дня и прошли 64 километра за 21 час, из которых 8 часов провели под огнём. Теперь они стояли на высоте под прикрытием орудий корабля HMS Somerset. Генерал Гейдж сразу же послал несколько линейных рот 10-го и 64-го полков в Чарльстон, чтобы построить там укрепления. Хит изучил позицию англичан, и в итоге решил отступить в Кэмбридж.
Когда стрельба прекратилась, британцы встали лагерем на высоте Банкер-Хилл к северу от Чарльстона. Это была выгодная позиция, которая надёжно прикрывала Бостон, но на следующий день Гейдж по какой-то причине приказал отвести войска на Бостонский полуостров.

## Последствия
На утро следующего дня все подступы к Бостону были заняты армией ополченцев, которые собирались со всей Новой Англии и которых было уже около 15 000 человек. Слухи о кровопролитии стремительно распространялись по колонии и, в отличие от «Порохового инцидента», они были правдой. В тот же день ополченцев возглавил Артемас Уорд, под руководством которого начала строиться осадная линия от Челси до Роксбери, которая окружала Бостон с трёх сторон. В последующие дни подошли ополчения Нью-Гэмпшира, Род-Айленда и Коннектикута. Континентальный конгресс официально признал это формирование под именем «Континентальной армии». В то же время генерал Гейдж всё ещё не вводил военное положение в Бостоне. Он только договорился с представителями города, чтобы они сдали оружие в обмен на свободный выход из города.
Сражение при Конкорде не было значительным с точки зрения потерь, но имело огромное политическое значение: в этот день рухнула вся британская политика по умиротворению колоний. Экспедиция Смита была задумана для того, чтобы конфисковать оружие и не дать начаться конфликту, но привела к совершенно противоположному результату.
Сразу после сражения началась война идеологическая — за общественное мнение в Великобритании. Уже через четыре дня Массачусетский конгресс начал собирать свидетельские показания у ополченцев и пленных британцев. Когда стало известно, что Гейдж отправил в Лондон описание инцидента, Конгресс сразу отправил туда же свою подборку отчётов за подписью ста участников событий. Этот документ был отправлен на более быстром корабле и был опубликован в лондонских газетах за две недели до прибытия рапорта Гейджа. Версия Гейджа была слишком невнятной и не произвела впечатления на общественное мнение. Лондонские чиновники стали видеть причину конфликта в действиях Гейджа, а не в своих собственных инструкциях. Также и солдаты в Бостоне винили Гейджа и Смита в разгроме экспедиции.
На следующий день Джон Адамс лично посетил район боевых действий у Лексингтона и Конкорда и сказал: «Жребий брошен и Рубикон перейдён». Томас Пейн, который ранее воспринимал конфликт колоний с метрополией как исключительно юридическую проблему, теперь изменил своё отношение и стал призывать к сопротивлению «английскому фараону». Джордж Вашингтон, узнав в Маунт-Вернон о произошедшем, сказал: «Некогда мирные равнины Америки теперь будут или залиты кровью, или населены рабами. Грустная альтернатива! Но может ли добродетельный человек колебаться в этом выборе?». В те же дни группа охотников на фронтире назвала свой лагерь Кэмп-Лексингтон. На месте лагеря впоследствии вырос город Лексингтон (Кентукки).

### Потери
Исследователь начала XX века Фрэнк Коберн приводит поимённый список убитых и раненых с обеих сторон. По его статистике в этих боях погибло 49 колонистов, ранено 41, пропало без вести 5, всего 95. Колонисты, погибшие по городам:
- Актон: убиты кап. Исаак Дэвис, Джеймс Хэйуорд, Эбнер Хосмер, ранены Лютер Блэнчард и Эзекиель Дэвис.
- Арлингтон: убиты Джейсон Рассел, Джейсон Уиншип, Джейбз Уимэн, ранен Сэмюэл Уитмор.
- Бедфорд: убит капитан Джонатан Уильсон, ранен Джоб Лэйн.
- Беверли: убит Ройбен Кеннисон, ранены Натаниель Кливс, Уильям Додж, Самуэль Вудбери.
- Биллерика: ранены Тимоти Влэнчард и Джон Ничолс.
- Бруклайн: убит майор Исаак Гарднер.
- Кэмбридж: убиты Джон Хикс, Уильям Марси и Мосес Ричардсон, пропали Самуэль Фрост и Сет Рассел.
- Конкорд: ранены Натан Баррет, Йонас Браун, капитан Чарльз Майлз, капитан Джордж Майнот и Эбел Прескотт Младший.
- Чарльзтаун: убит Эдвард Барбер.
- Челмсфорд: ранены Оливер Баррон и Аарон Чемберлен.
- Дэнверс: убиты Самуэль Кук, Бенжамин Даланд, Эбенезер Голдвейт, Генри Джейкобс, Перли Патнам, Джордж Саусвик, Йотам Вебб, ранены Натан Патнам, Деннисон Уолс, пропал Джозеф Белл.
- Дэдхам: убит Эллис Хевен, ранен Исраэль Эверетт.
- Фрамингхам: ранен Даниель Хеменвей.
- Лексингтон: убиты Джон Браун и Самуэль Хадли[''i'' 9], Калеб Харрингтон, Джонатан Харрингтон Мл.[''i'' 10], Джедадия Монро, Роберт Монро[''i'' 11], Исаак Маззи, Йонас Паркер, Джон Раймонд, Натаниель Уайман. Ранены Френсис Браун, Джозеф Коми, Принс Эстабрук, Натаниель Фармер, Эбенезер Манро Мл., Джедадия Манро, Соломон Пирс, Джон Роббинс, Джон Тидд, Томас Уиншип.
- Линкольн: ранен Джошуа Брукс.
- Линн: убиты Уильям Флинт, Томас Хадли, Эбеднего Рамсделл, Данель Тоунсенд, ранены Джошуа Фелт, Тимоти Монро, пропал Джосия Брид.
- Медфорд: убиты Уильям Полли и Генри Патнам.
- Нидхам: убиты лейт. Джон Бэкон, Натаниель Чемберлен, Эмос Миллс, серд. Элиша Миллс, Джонатан Паркер, ранены Элиазер Кингсбери, Толман.
- Ньютон: ранен Ноа Уисвелл.
- Роксбери: пропал Элия Сивер.
- Салем: убит Бенжамин Пирс.
- Сомервилл: убит Джеймс Миллер.
- Садберри: убиты Йосия Хейнес и Асахель Рид.
- Стоу: ранен Даниель Конант.
- Уотертаун: убит Джозеф Кулидж.
- Уоберн: убиты Асахель Портер[''i'' 12] и Даниель Томпсон, ранены Джейкоб Бэкон, Джонсон и Джордж Рид.

Общие потери британской армии составили 73 человека убитыми, 174 ранеными и 53 пропавшими без вести. Согласно официальному рапорту, потери по полкам дали следующие цифры:
- 4-й пехотный полк: убит лейтенант Найт, ранен и попал в плен лейтенант Голд, ранены 3 сержанта и барабанщик, 7 рядовых убито, 21 ранено, 8 пропало без вести.
- 5-й пехотный полк: ранены лейтенанты Томас Бейкер, Уильям Кокс и Томас Хокшоу, 5 рядовых убито, 15 ранено, 1 пропал без вести.
- 10-й пехотный полк[англ.]: ранены подполковник Фрэнсис Смит, капитан Лоуренс Парсонс, лейтенант Келли, энсин Иеремия Лестер, 1 рядовой убит, 13 ранено, 1 пропал без вести.
- 18-й пехотный полк: 1 рядовой убит, 4 ранено, 1 пропал без вести.
- 23-й пехотный полк: ранен подполковник Бери Бернард, 4 рядовых убито, 26 ранено, 6 пропало без вести.
- 38-й пехотный полк: ранен лейтенант Уильям Сутерланд и один сержант, 4 рядовых убито, 11 ранено.
- 43-й пехотный полк: ранен и попал в плен лейтенант Халл, 4 рядовых убито, 5 ранено, 2 пропало без вести.
- 47-й пехотный полк: ранены лейтенант Дональд Маклауд, энсин Генри Болдуин и 1 сержант, 5 рядовых убито, 21 ранено.
- 52-й пехотный полк: 1 сержант пропал без вести, 3 рядовых убито, 2 ранено.
- 59-й пехотный полк: 3 рядовых убито, 3 ранено.
- Морские пехотинцы: ранены капитан Сутер и второй лейтенант Макдональд, пропал без вести второй лейтенант Портер, 1 сержант убит, 2 ранено, 1 пропал без вести, 1 барабанщик убит, 25 рядовых убито, 36 ранено, 5 пропало без вести.

### Историческое наследие
Американское правительство в первые годы своего существования считало очень важным поддерживать образ невиновности американцев во время этого конфликта. Истории о подготовке, разведке и неопределённости вины за первый выстрел многие годы не принято было публично обсуждать. Распространение слухов о якобы оскальпированном британце или о раненом солдате, которого добили томагавком, строго пресекалось. Неудобные истории не публиковались и иногда возвращались издателями обратно. Художники изображали Лексингтонский бой как неоправданную резню мирного населения.
Вопрос о вине за произошедшее стал вставать в начале XIX века. Десятилетия спустя участники тех событий излагали их не совсем так, как они описывали их под клятвой в 1775 году. В поздних рассказах они уверенно говорили, что англичане выстрелили первыми, хотя в ранних своих показаниях они не были в этом уверены. Сражение стало мифологизироваться в американском сознании, и легенда стала важнее правды. Со временем акценты сместились, и колонисты стали изображаться как сознательные борцы за своё дело, а не как невинная жертва насилия. Теперь художники стали изображать, как ополченцы стоят в строю и ведут огонь по англичанам.
Ральф Эмерсон обессмертил перестрелку у Северного моста в своём «Конкордском гимне» 1837 года. Гимн стал популярен, поскольку запечатлел начало войны за независимость, и весь XIX век американцы через него знакомились с теми событиями и формировали свою идентичность. После 1860 года многие поколения американцев знали поэму Генри Лонгфелло «Рейд Пола Ревира». Не вполне корректная исторически, эта поэма показывала, что отдельная личность может изменить ход истории.
В XX веке общественное и академическое мнение менялись вслед за политическими настроениями. Изоляционистские и антивоенные настроения привели к скептическому восприятию роли Ревира в сборе ополчения. Англофилия начала века привела к более сбалансированному восприятию тех событий. В годы Первой мировой войны фильм о рейде Ревира попал под акт о шпионаже, как разжигающий англо-американскую напряжённость.
Место перестрелки у Лексингтона сейчас известно как «Lexington Battle Green» и внесено в каталог исторических объектов. На поле установлено несколько мемориалов. Земля у Северного моста в Конкорде и примерно 8 километров дороги между Конкордом и Лексингтоном вместе с историческими зданиями стали частью национального парка «Minuteman National Historical Park». В парке проложены пешеходные маршруты и стоят информационные стенды. 

### Память
В память сражения ежегодно проходит «День Патриотов». Он отмечается в третий понедельник апреля и является официальным выходным днём в Массачусетсе, Коннектикуте, Мэне и Висконсине. Реконструкции и культурные мероприятия длятся неделю в Лексингтоне, Конкорде и у многих исторических объектов.
В 1785 году округ в Южной Каролине получил новое название в память об этих событиях; позднее так стала называться и столица округа.
31 августа 1824 года Лексингтон и Конкорд посещал маркиз Лафайет в ходе своего путешествия по Америке.
19 апреля 1875 года отмечалось столетие сражения, на которое прибыло 50 000 человек, и в их числе президент Улисс Грант и члены кабинета министров. В этот день была открыта статуя минитмена авторства Даниеля Френча, которую установили у Северного моста в Конкорде.
В 1925 году отмечалось 150-летие сражения и были выпущены три почтовые марки стоимостью 1, 2 и 3 цента. Эти марки стали первыми марками, посвящёнными событиям войны за независимость. 2-центовая марка «Birth of Liberty» была основана на картине Генри Сэндхама «The Dawn of Liberty» 1885 года. Она изображает идеализированную версию перестрелки в Лексингтоне, на которой майор Питкерн и капитан Паркер приказывают открыть огонь.
Также в 1925 году на монетном дворе Филадельфии была отчеканена памятная серебряная полудолларовая монета. На аверсе изображен памятник минитмену, добровольцу из Лексингтона, установленный в 1875 году в Конкорде. На реверсе — Старая Колокольня Лексингтона. Тираж составил 162 013 экземпляров.
В 1961 году в США вышел роман Говарда Мелвина Фаста «Апрельское утро», посвящённый событиям первого кровопролития Войны за независимость США — столкновения милиции колонистов и британского отряда майора Питкерна у Лексингтона утром 19 апреля. В 1988 году на основе романа был снят одноимённый американо-канадский телефильм с Томми Ли Джонсом и Чадом Лоу в главных ролях.
|                                  |                                                                    |                                                  |                     |                            |
| Памятник минитмену в Лексингтоне | Одно из бронзовых орудий, похищенных колонистами, в музее Конкорда | Захоронение британских военных у Северного Моста | Памятник в Менотони | Парад на конкордском мосту |